# Berlin Thunder 2021
Questa voce raccoglie le informazioni riguardanti i Berlin Thunder nelle competizioni ufficiali della stagione 2021.

## Roster
| Roster dei Berlin Thunder (2021) |
| --- |
| Quarterback - 6 Calvin Stitt - 13 Ashley Bailey Running Back - 1 Jocques Crawford - 9 Pascal Schaar - 40 Jeremy Sommerwerk - 47 Yannic Landfried Wide Receiver - 5 Andre Dickmeis - 7 Seantavius Jones - 11 Bryan Zerbe - 17 Emil Drossard - 21 Daniel Weiswange - 80 Tino Ndongo - 85 Nicolai Schumann Tight End - Yannis Binner Offensive Linemen - 50 Hamsa El-Zein - 55 Deon Mutsvanemoto - 57 Matan Lockitch - 69 Jannik Werblow - 71 Gideon Grabert - 73 Marcel Camenz - 76 Florian Gerlach - 77 Otávio Amorim - 78 Lane Acheompong - 79 Conrad Schmid Defensive Linemen - 4 Aaron Boadu - 45 Kolin Hill - 48 Falco Paris - 68 Pollys Junio Sacramento - 90 Cedric Ouattara - 93 Gabriel Wiek - 95 Nick Rudloff - 96 Marcel Behm - 99 Pascal Labus - Max Baehr - Adedayo Odeleye Linebacker - 2 Benedikt Assis - 22 Louis Achaintre - 44 Marcel Steffen - Wael Nasri Defensive Back - 2 Jamaal White - 3 Arne Gehrt - 8 Paul Seifert - 10 Simon Mayerhoff - 14 Luis Muller Atzerodt - 15 Moritz Thiele - 16 Louis Rieger - 18 Leo Leeser - 19 Phillip Ruffin - 21 Najim Hennig CB - 23 Jason Eid CB - 24 Maxime de Falcis - 28 Alexander Karim Rushdy Stadahl CB - 31 Iiro Pekkarinen CB - 32 Dominique Pfeffer - 42 Paul Fischer CB Special Team - 14 Kevin Hummel P - 26 Jonas Schenderlein K Coaching staff Jag Bal (HC) |

## European League of Football 2021

### Stagione regolare
| Arbitri: | T. Denker M. Kattillus M. Berger B. Schaumberg A. Gurbiersch C. Beckmann E. Christensen H. Neumann |

| |           | |
| Ndongo 11':38" Q1 (TD) 83yd pass from Stitt Rieger 6':39" Q1 (FG) 33yd Zerbe 1':49" Q2 (TD) 7yd pass from Stitt Jones 5':21" Q4 (TD) 12yd pass from Stitt Jones 0':11" Q4 (TD) 13yd pass from Stitt | Marcatori | Jalloh 11':38" Q1 (saf) PAT return Knüttel 0':03" Q1 (TD) 16yd pass from Birdsong Ulbrich Q1 (pat) Knüttel 10':14" Q2 (TD) 10yd pass from Birdsong Omi 4':14" Q2 (TD) 12yd pass from Birdsong Ulbrich Q2 (pat) Jalloh 1':41" Q2 (TD) 93yd kickoff return Ulbrich Q2 (pat) Team 8':40" Q3 (saf) Templar 2':18" Q3 (TD) 17yd pass from Birdsong |

| Arbitri: | M. Scholz B. Hansen K. Haltermann B. Schaumberg Hamiko M. Hoffmann V. Kreisman E. Christensen |

| |           | |
| Jones 8':15" Q1 (TD) 5yd pass from Stitt Jones 2':23" Q1 (TD) 29yd pass from Stitt Jones 10':29" Q2 (TD) 4yd pass from Stitt Schumann 14':08" Q3 (TD) 66yd pass from Stitt Crawford 14':48" Q4 (TD) 43yd run Crawford Q4 (tpc) pass from Stitt Crawford 5':48" Q4 (TD) 81yd run Jones Q4 (tpc) pass from Stitt | Marcatori | Wenzelburger 5':32" Q1 (TD) 34yd interception return Meza 1':34" Q2 (TD) 10yd pass from Ellis Steigerwald Q2 (tpc) pass from Ellis Wenzler 14':08" Q3 (saf) PAT return Bronn 3':40" Q3 (FG) 29yd |

| Arbitri: | M. Scholz B. Hansen K. Haltermann B. Marciniak M. Hoffmann E. Christensen M. Burzec |

| |           |                                              |
| Andersen 11':40" Q1 (FG) 35yd Andersen 1':25" Q1 (FG) 46yd Johnson 11':40" Q3 (TD) 5yd run Andersen Q3 (pat) Madin Cerezo 10':33" Q3 (TD) 21yd pass from Clark Andersen Q3 (pat) Mau 6':24" Q3 (TD) 3yd pass from Clark Andersen Q3 (pat) Kruse 2':35" Q3 (TD) 4yd pass from Clark Andersen Q3 (pat) Ceesay 8':00" Q4 (TD) 1yd run Andersen Q4 (pat) Andersen 2':55" Q4 (FG) 26yd | Marcatori | Schumann 7':53" Q2 (TD) 11yd pass from Stitt |

| Arbitri: | M. Scholz J. Poschlod M. Burzec K. Haltermann M. Hoffmann E. Christensen Jurzyk B. Hansen |

| |           | |
| Crawford 3':21" Q2 (TD) 3yd run Crawford 13':17" Q4 (TD) 6yd run Jones 7':32" Q4 (TD) 83yd pass from Stitt Jones Q4 (tpc) pass from Stitt Crawford 2':43" Q4 (TD) 1yd run | Marcatori | Kwiatkowski 8':24" Q1 (TD) 1yd run Pańczyszyn Q1 (pat) Mazan 11':57" Q2 (TD) 41yd pass from O'Connor Banat 1':26" Q2 (TD) 23yd pass from O'Connor Herndon 0':14" Q2 (TD) 5yd run Robinson 14':47" Q3 (TD) 95yd kickoff return Herndon 10':28" Q4 (TD) 51yd run Banat 3':17" Q4 (TD) 11yd pass from O'Connor Kwiatkowski Q4 (tpc) rush |

| Arbitri: | Miras D. Clemence J. Fernandez K. Haltermann A. Valverde M. Hoffmann P. Simon J. Lanz |

| |           | |
| Bertellin 12':59" Q1 (TD) 8yd pass from Edwards Costa Q1 (pat) Flores 3':40" Q1 (TD) 8yd pass from Edwards Costa Q1 (pat) Constant 1':10" Q2 (TD) 31yd pass from Edwards Costa Q2 (pat) Bertellin 9':01" Q3 (TD) 6yd pass from Edwards Costa Q3 (pat) Constant 5':17" Q4 (TD) 2yd pass from Edwards Masero 4':10" Q4 (TD) 0yd interception return Costa Q4 (pat) Vera Puentenueva 3':04" Q4 (TD) 0yd interception return Costa Q4 (pat) | Marcatori | Jones 11':51" Q1 (TD) 11yd pass from Zerbe Schenderlein 11':03" Q2 (FG) 24yd Jones 4':59" Q2 (TD) 24yd pass from Zerbe Schenderlein Q2 (pat) |

| Arbitri: | M. Scholz B. Hansen K. Haltermann Pachulski P. Simon Hameder V. Kriesman |

| |           | |
| Knüttel Q2 (TD) 27yd pass from Birdsong Aguemon Q2 (TD) 6yd run Dablé-Wolf Q2 (tpc) pass from Birdsong Jalloh Q2 (TD) 36yd pass from Birdsong Ulbrich Q2 (pat) Knüttel Q2 (TD) 20yd pass from Birdsong Templar Q4 (TD) 24yd run Dablé-Wolf Q4 (tpc) pass from Birdsong Team Q4 (saf) punt return -7yd to the 0yd | Marcatori | Jones Q2 (TD) 13yd pass from Zerbe Crawford Q2 (tpc) rush Stitt Q4 (TD) 5yd run Drossard Q4 (tpc) pass from Stitt Q4 (TD) 2yd run Jones Q4 (tpc) pass from Stitt |

| Berlino 14 agosto 2021, ore 13:00 9ª giornata | Berlin Thunder | 20 – 28 (0-7 0-14 14-7 6-0) referto | Hamburg Sea Devils | Friedrich-Ludwig-Jahn-Sportpark (1130 spett.) |
| Crawford 3':33" Q3 ( TD ) 6yd pass from Stitt Schenderlein Q3 ( pat ) Jones 3':15" Q3 ( TD ) 25yd pass from Stitt Schenderlein Q3 ( pat ) Jones 10':52" Q4 ( TD ) 13yd pass from Stitt Marcatori Botella Moreno 11':25" Q1 ( TD ) 24yd pass from Clark Andersen Q1 ( pat ) Botella Moreno 11':26" Q2 ( TD ) 24yd pass from Clark Andersen Q2 ( pat ) Botella Moreno 2':29" Q1 ( TD ) 24yd pass from Clark Andersen Q2 ( pat ) Madin Cerezo 7':55" Q3 ( TD ) 6yd pass from Clark Andersen Q3 ( pat ) |                | |                    |                                               |
| |                | |                    |                                               |
| Crawford 3':33" Q3 (TD) 6yd pass from Stitt Schenderlein Q3 (pat) Jones 3':15" Q3 (TD) 25yd pass from Stitt Schenderlein Q3 (pat) Jones 10':52" Q4 (TD) 13yd pass from Stitt | Marcatori      | Botella Moreno 11':25" Q1 (TD) 24yd pass from Clark Andersen Q1 (pat) Botella Moreno 11':26" Q2 (TD) 24yd pass from Clark Andersen Q2 (pat) Botella Moreno 2':29" Q1 (TD) 24yd pass from Clark Andersen Q2 (pat) Madin Cerezo 7':55" Q3 (TD) 6yd pass from Clark Andersen Q3 (pat) |                    |                                               |

| Arbitri: | Ratajczak E. Sumner M. Burzec M. Szczepanski B. Marciniak Przybyła H. Romanczyk E. Christensen |

| |           |                                |
| Schenderlein 14':00" Q1 (FG) 36yd White 9':00" Q1 (TD) 100yd interception return Schenderlein 0':00" Q2 (FG) 32yd Thiele 8':15" Q3 (TD) 40yd interception return Schenderlein Q3 (pat) | Marcatori | Tavecchio 11':59" Q3 (FG) 30yd |

| Arbitri: | Walentynowicz Klimes Walentynowicz Pachulski Simon Przybyła Kriesman |

| |           |                                                                   |
| Banat 8':11" Q1 (TD) 10yd pass from O'Connor Leader 0':53" Q1 (FG) 30yd Leader 5':37" Q2 (FG) 44yd Turpin 9':26" Q3 (TD) 15yd run Leader Q3 (pat) Leader 14':20" Q4 (FG) 24yd Turpin 6':03" Q4 (TD) 22yd pass from O'Connor Zięba 2':06" Q4 (TD) 4yd pass from O'Connor Leader Q4 (pat) | Marcatori | Jones 14':03" Q4 (TD) 74yd pass from Stitt 3':33" Q4 (TD) 1yd run |

| Arbitri: | A. Nagel E. Sumner R. Lewis S. Richardson Scott N. Lakowitz A. Flaisch-J. |

|  |           | |
|  | Marcatori | Landfried 12':53" Q1 (TD) 6yd run Schenderlein Q1 (pat) Schumann 13':31" Q2 (TD) 1yd pass from Stitt Schenderlein Q2 (pat) Hill 6':10" Q2 (TD) 32yd blocked punt return Crawford 1':09" Q2 (TD) 54yd run Crawford 4':21" Q3 (TD) 65yd run Gehrt 4':07" Q3 (TD) 21yd fumble recovery |

## Statistiche di squadra
| Competizione | %Vittorie | In casa | In casa | In casa | In casa | In casa | In casa | In trasferta | In trasferta | In trasferta | In trasferta | In trasferta | In trasferta | Totale | Totale | Totale | Totale | Totale | Totale |
| Competizione | %Vittorie | G       | V       | N       | P       | Pf      | Ps      | G            | V            | N            | P            | Pf           | Ps           | G      | V      | N      | P      | Pf     | Ps     |
| ------------ | --------- | ------- | ------- | ------- | ------- | ------- | ------- | ------------ | ------------ | ------------ | ------------ | ------------ | ------------ | ------ | ------ | ------ | ------ | ------ | ------ |
| Campionato   | .300      | 5       | 2       | 0       | 3       | 132     | 132     | 5            | 1            | 0            | 4            | 96           | 157          | 10     | 3      | 0      | 7      | 228    | 296    |
| Totale       | .300      | 5       | 2       | 0       | 3       | 132     | 132     | 5            | 1            | 0            | 4            | 96           | 157          | 10     | 3      | 0      | 7      | 228    | 296    |

## Statistiche personali

### Marcatori
| Giocatore    | Ruolo | TD rush | TD recv | TD int | TD p.ret | TD k.ret | TD oth | Xp1 | Xp2 | FG | Saf | Totale |
| ------------ | ----- | ------- | ------- | ------ | -------- | -------- | ------ | --- | --- | -- | --- | ------ |
| Jones        |       | 0       | 12      | 0      | 0        | 0        | 0      | 0   | 3   | 0  | 0   | 78     |
| Crawford     |       | 7       | 1       | 0      | 0        | 0        | 0      | 0   | 2   | 0  | 0   | 52     |
| Schumann     |       | 0       | 3       | 0      | 0        | 0        | 0      | 0   | 0   | 0  | 0   | 18     |
| Stitt        |       | 3       | 0       | 0      | 0        | 0        | 0      | 0   | 0   | 0  | 0   | 18     |
| Schenderlein |       | 0       | 0       | 0      | 0        | 0        | 0      | 6   | 0   | 3  | 0   | 15     |
| Gehrt        |       | 0       | 0       | 0      | 0        | 0        | 1      | 0   | 0   | 0  | 0   | 6      |
| Hill         |       | 0       | 0       | 0      | 0        | 0        | 1      | 0   | 0   | 0  | 0   | 6      |
| Landfried    |       | 1       | 0       | 0      | 0        | 0        | 0      | 0   | 0   | 0  | 0   | 6      |
| Ndongo       |       | 0       | 1       | 0      | 0        | 0        | 0      | 0   | 0   | 0  | 0   | 6      |
| Thiele       |       | 0       | 0       | 1      | 0        | 0        | 0      | 0   | 0   | 0  | 0   | 6      |
| White        |       | 0       | 0       | 1      | 0        | 0        | 0      | 0   | 0   | 0  | 0   | 6      |
| Zerbe        |       | 0       | 1       | 0      | 0        | 0        | 0      | 0   | 0   | 0  | 0   | 6      |
| Rieger       |       | 0       | 0       | 0      | 0        | 0        | 0      | 0   | 0   | 1  | 0   | 3      |
| Drossard     |       | 0       | 0       | 0      | 0        | 0        | 0      | 0   | 1   | 0  | 0   | 2      |

### Passer rating
| Giocatore | G | Att | Comp | Int | Yds  | TD | NFL   | NCAA   |
| --------- | - | --- | ---- | --- | ---- | -- | ----- | ------ |
| Stitt     | 8 | 194 | 86   | 6   | 1166 | 15 | 76,95 | 114,15 |
| Zerbe     | 3 | 39  | 17   | 4   | 138  | 2  | 30,66 | 69,72  |
| Jones     | 3 | 4   | 2    | 0   | 19   | 0  |       |        |
| Crawford  | 2 | 2   | 2    | 0   | 31   | 0  |       |        |
| Team      | 3 | 0   | 0    | 0   | -89  | 0  |       |        |